# 바람과 구름과 무지개와
《바람과 구름과 무지개와》(일본어: 風と雲と虹と 바람과 구름과 무지개와[*])는 1976년 1월 4일부터 12월 26일까지 방송된 NHK의 14번째 대하드라마이다.

## 개요
헤이안 시대(平安時代) 중기 일본을 무대로, 거의 같은 시기에 교토 조정에 맞서 반란을 일으켰던 다이라노 마사카도(平将門)와 후지와라노 스미토모(藤原純友)의 생애를 그린 작품.
원작은 가이온지 조고로(海音寺潮五郎)의 소설 『다이라노 마사카도』(平将門)와 『바다와 바람과 무지개와』(海と風と虹と)이다. 주인공 마사카도와 그 종형제 다이라노 사다모리(平貞盛) 두 사람 모두의 사랑을 받았지만 이로 인해 둘의 다툼에 말려들어 결국 죽임을 당하고 마는 비운의 여주인공 다카코(貴子)를 요시나가 사유리(吉永小百合)가 맡았다.
『사나다 풍운록』(真田風雲録)으로 알려진 극작가 후쿠다 요시유키(福田善之)가 각본을 집필하였는데, 여기서 마사카도는 우선 '민중'이 존재했고 '공(公)' 등은 훨씬 뒤에 이르러서야 왔던 것이다, 등의 격문을 띄우는 등 (이런 대사는 원작에는 없다) 반란의 역사적 위치를 스스로 의식한 주인공이다. 또한 꼭두각시나 해적・유녀(遊女)・농민 등등 서민 계층의 등장인물이 활약하는 점도 주목되었다.
첫회 방영시 최고 시청률은 30.1%. 평균시청률은 24.0%였다.

## 줄거리
10세기 초두, 일본 동북부 반도(坂東) 땅에서 세력을 키워가던 간무 헤이시(桓武平氏) 일족 다이라노 요시마사(平良将)의 적자(嫡子)로써 태어난 고지로 마사카도(小次郎将門)는 관위를 얻기 위해 상경했지만, 약삭빠른 종형제 사다모리와는 달리 우직한 성격의 마사카도는 뇌물이 횡행하는 교토에서의 생활에 적응하지 못하고 교토의 귀족사회에 실망만 품는다. 이러한 가운데 이요로부터 온 후지와라노 스미토모(藤原純友)와 만나게 되는데, 후지와라 일족답지 않은 호방한 스미토모의 모습에 마사카도는 끌리고, 한편으로 스미토모 역시 내심 마사카도가 반도 땅에서 반란을 일으키고 자신이 서쪽에서 봉기해 동서에서 호응한다면 수도를 차지할 수도 있을 것이라는 생각에 그를 이용할 생각을 하게 된다.
관직을 얻어 보려던 시도도 수포로 돌아가고 기코(貴子)를 놓고 사다모리와의 다툼에서도 사다모리에게 패한 채 실의에 빠져 고향으로 돌아온 마사카도는 반도 땅의 헤이시 일족의 내분에 휘말리게 되고, 큰아버지 구니카(国香)나 요시마사(良正)、유력 호족인 미나모토노 마모루(源護)・다스쿠(扶) 부자 등의 내분을 해결하고 그 과정에서 벌어지는 충돌에서 승리해 나가는 과정에서 점차 조정 그 자체에 대한 반란의 지렛대로 추대된다. 이윽고 반도 전역을 제압한 마사카도는 조적(朝敵)이라 불리게 되고, 종형제 사다모리나 마사카도 자신이 어렸을 때부터 영웅으로 생각해왔던 다와라노 도타(田原藤太, 후지와라노 히데사토)와의 숙명의 대결로 이어진다. 이후 세토 내해에서 반란을 일으켜 조정과 대립하던 스미토모는 마사카도가 전사했다는 소식을 듣고 남해에 무지개가 사라져 가듯 자신의 야망도 꺾였음을 깨달았다.
본작은 신내림 상태의 무녀로부터 신탁을 받고 「신황」(新皇)을 일컬은 것을 계기로 도코쿠에 독립왕국을 세우는 것을 목적으로 했던 마사카도가 후지와라노 히데사토나 다이라노 사다모리(구니카의 아들) 등에게 패해 전사하고, 후지와라노 스미토모 역시 세토 내해(瀬戸内海)에서 패사해 그 야망이 꺾이고 마는 모습을 그렸다.

## 출연

### 주인공
다이라노 소마노고지로 마사카도 - 가토 고우(아역 - 오가타 테쓰)
순박하고 무예에 뛰어나며 불의를 보아 넘기지 못하는 강직한 성격. 사다모리와는 함께 청춘시대를 보내고 미나모토노 마모루(源護)의 딸 고고(小督)와 사랑에 빠져 구혼하지만 마모루에게 "구혼하고 싶거든 그에 걸맞는 관위를 얻어 오라"는 요구를 받고 교토로 와서 우병위소지(右兵衛少志)에 임관되었으나 이는 사다모리보다 훨씬 뒤처지는 관위였고, 도적 퇴치에 나섰다가 하필 그 도적이 고귀한 신분이었다는 점이 문제가 되어 이를 만회하기 위해서 다시금 해적이 발호하는 서해도(西海道)로 가는 추포사(追捕使)를 따라 종군한다. 그곳에서 앞서 교토에서 친교를 맺었던 후지와라노 스미토모의 계략으로 전멸한 추포사 가운데 유일하게 살아남았으나, 수도에 돌아왔을 때는 자신과 사귀던 다카코(貴子)가 사다모리와 사귀는 사이가 되어 있었다. 실의에 빠져 마사카도는 관직을 내놓고 반도로 돌아오지만, 그곳에서 아버지의 형제들이 땅을 가로채고 있다는 것을 알게 된다. 큰아버지 요시카네(良兼)의 딸인 요시코(良子)를 강탈한 것이 문제가 되어 마사카도는 일족 안에서 고립되고 큰아버지들과 싸우게 되었다. 가쿠즈치노카미(火雷天神)의 기치 아래 다이라 일족이나 겐지 일족과의 전투에서 이기고 세력을 넓혀 반도 백성들의 지지를 얻게 되지만 정치적인 야심은 없었고, 무녀의 신탁을 받게 된 뒤에도 자신이 실제로 신황으로써 일본의 새로운 천황이 된다는 생각은 하지도 않았지만, 교토에서 추토사가 파견되는 가운데 다와라노 도타나 다이라노 사다모리 등의 연합군과 싸우다 전사한다.

### 간토의 호족들
다와라노 도타(후지와라노 히데사토) - 츠유구치 시게루
마사카도가 어렸을 적에 마사카도의 아버지 요시마사와 함께 미치노쿠(陸奥)로 내려갔을 때, 그곳에서 포박되어 말에 태워져서 연행되는 다와라노 도타와 처음 만났다. 훗날 시모쓰케 국(下野国)의 유력호족이 된다. 성장한 마사카도에게 호감을 품는 한편으로 그의 정치력에 의문을 품기도 한다. 또한 반도의 넓은 땅이 마사카도와 조정의 싸움으로 황폐해지도록 놓아둘 수는 없다는 판단에 어쩔 수 없는 마사카도를 치러 나서게 되고, 죄는 마사카도에게 있지 그의 처자는 죄가 없다는 이유를 들어 그들을 체포할 것을 요구하는 쓰네모토의 요구를 거절한다.

### 사이고쿠 사람들

#### 스미토모와 해적, 그리고 아마비토들
후지와라노 스미토모 - 오가타 켄
마사카도와는 교토에서 만나 간담상조하는 사이가 된다. 그 뒤 이요노죠(伊予掾)로 임명되어 해적 대책을 명받지만 부패한 귀족 정치를 타도해야 한다는 생각에 히부리 섬(日振島)에서 거병하고 요도가와(淀川)까지 공격한다. 하지만 마사카도가 전사했다는 것을 알고 고뇌 끝에 퇴각을 결정한다. 귀족을 '국가라는 커다란 나무를 둥지삼아 안에서 갉아먹는 흰개미'에 빗댄다.

## 영상의 보존 현황
일본의 역대 대하드라마 가운데 전체 영상이 현존하는 것이 확인된 가장 오래된 작품이기도 하다. 총집편 영상은 1978년 도쿄 12채널에서 재방영된 후 VHS나 DVD로 상품화된 것에 비해, 장기간에 걸쳐 오리지널 본편 영상은 현존하지 않는다고 여겨졌지만, 2000년대 후반에 전회 방송 영상이 수록된 당시의 2인치 VTR이 NHK 방송국 창고에 보관되어 있는 것이 확인되었다. 발견된 영상은 9개월 정도의 디지털 리마스터 처리로 수복되고, 전화가 수록된 완전판 DVD가 2007년 7월에 발매되었다.